# Live Earth

Místa konání označena červenou tečkou

Live Earth je název série koncertů populární a rockové hudby, které se uskutečnily 7. července 2007 na podporu angažovanosti v boji proti klimatickým změnám. Koncerty byly součástí celosvětové kampaně „Save Our Selves“ (SOS), kterou inicioval bývalý viceprezident USA Al Gore. Inspirací byly koncerty jako Live Aid z roku 1985, Human Rights Now! World Tour (1988) nebo Live 8 (2005).

## Lokace
Koncerty se konaly na všech 6 kontinentech světa.
Afrika
- Johannesburg, Jihoafrická republika

Antarktida
- Polární stanice Rothera

Asie
- Šanghaj, Čína
- Tokio (nedaleko), Japonsko
- Kjóto, Japonsko

Austrálie
- Sydney, Austrálie

Evropa
- Londýn, Velká Británie
- Hamburg, Německo

Jižní Amerika
- Rio de Janeiro, Brazílie

Severní Amerika
- New York (nedaleko), USA
- Washington, D.C., USA

## Účinkující
Koncertů se zúčastnilo přes 150 populárních interpretů. Např.:

### Afrika
- Johannesburg
  - UB40
  - Joss Stone

### Antarktida
- Polární stanice Rothera
  - Nunatak

### Asie
- Šanghaj
  - Sarah Brightmanová
- Tokio
  - Rihanna
  - Linkin Park
  - Xzibit
- Kjóto
  - Michael Nyman
  - Yellow Magic Orchestra

### Evropa
- Londýn
  - Genesis
  - Razorlight
  - Kasabian
  - Black Eyed Peas
  - John Legend
  - Duran Duran
  - Red Hot Chili Peppers
  - Keane
  - Metallica
  - James Blunt
  - Beastie Boys
  - Pussycat Dolls
  - Foo Fighters
  - Madonna
- Hamburg
  - Shakira
  - Snoop Dogg
  - Sasha
  - Enrique Iglesias
  - Lila Downs

### Jižní Amerika
- Rio de Janeiro
  - Lenny Kravitz

### Severní Amerika
- New York
  - Alicia Keys
  - Fall Out Boy
  - Akon
  - Dave Matthews Band
  - Kelly Clarkson
  - Bon Jovi
  - The Smashing Pumpkins
  - Roger Waters
  - The Police